# Fecioara de gheață
Fecioara de gheață (în daneză Iisjomfruen / Isjomfruen) este un basm literar din 1861 al scriitorului danez Hans Christian Andersen. Prima traducere în limba engleză a fost publicată de King și Baird în 1863. Povestea, plasată în Elveția, a fost inspirată de o legendă locală despre Île de Peilz, o mică insulă din Lacul Geneva, care este și decorul deznodământului său.

## Rezumat
În „Fecioara de Gheață”, scrisă spre sfârșitul carierei, Hans Christian Andersen spune povestea lui Rudy, un băiat care și-a pierdut ambii părinți și merge să locuiască cu unchiul său. Cititorul face cunoștință cu Rudy când băiatul vinde case de jucărie făcute de bunicul său. Rudy crește și ajunge un bun cățărător pe munți și vânător.
Se îndrăgostește de fiica morarului, Babette; însă, morarul nu aprobă uniunea lor și îi dă lui Rudy sarcina imposibilă de a urca în vârful unui munte periculos și de a aduce înapoi un pui de vultur viu. În timp ce Babette era în vizită la nașa ei, îi atrage atenția vărului ei și cochetează cu el, ceea ce stârnește gelozia lui Rudy. Când Rudy îl găsește pe văr urcându-se pe un copac la fereastra lui Babette, Babette se înfurie că Rudy țipă la vărul ei și îi spune să plece.
În drum spre casă, Rudy se întâlnește cu o fată frumoasă care a mai apărut în viața lui. Este Fecioara de Gheață, care a ucis-o pe mama și l-a însemnat ca fiind al ei când era copil. Furios pe Babette, băiatul se pomenește sărutând-o pe Fecioara de Gheață. Rudy se întoarce la Babette și îi cere iertare. Cum ziua nunții lor este aproape, cei doi pornesc spre casa nașei pentru a se căsători la o biserică din apropiere.
În noaptea de după sosirea lor, Babette are un vis îngrozitor în care îl înșală pe Rudy cu vărul ei. Cu o noapte înainte de nuntă, Babette decide că vrea să meargă pe o mică insulă, atât cât să aibă loc să danseze împreună. Pe când stau și vorbesc, Babette observă că barca se îndepărtează. Rudy se aruncă în apă după ea, dar Fecioara de Gheață îl sărută pentru ultima dată și el se îneacă. Babette rămâne singură pe insulă plângând de moartea persoanei iubite, dar nimeni nu o poate auzi din cauza furtunii.

## Adaptări
Episoadele 38, 39 și 40 din serialul de televiziune anime Andersen Monogatari (1971) reprezintă o adaptare a poveștii.